# Павел Левкийски
Павел е български православен духовник, тивериополски епископ на така наречения Алтернативен синод от 1992 до 1998 година и левкийски епископ от 1998 до 2024 година на Българската православна църква.

## Биография
Роден е на 12 юли 1957 г. в град Левски със светското име Павлин Иванов Петров. Учи в град Тетевен и в Софийската духовна семинария. В 1984 започва да учи и в 1989 година завършва Духовната академия в София.
На 22 февруари 1986 година в Черепишкия манастир е подстриган в монашество с името Павел от ректора на Софийската духовна семинария епископ Герасим Браницки и под духовното старчество на игумена на Бачковския манастир архимандрит Галактион. Ръкоположен е за йеродякон на 11 март 1986 година във врачанския храм „Свети Апостоли“, а във врачанския храм „Св. св. Константин и Елена“ за йеромонах – на 21 май 1986 година.
На 1 декември 1986 година става ефимерий на Софийската духовна семинария. От декември 1987 година е протосингел на Врачанска митрополия. На 11 март 1989 година по решение на Светия синод е възведен в архимандритско достойнство във врачанския храм „Свети Апостоли“ от митрополит Калиник Врачански. От септември 1989 г. е изпратен на богословска специализация в Московската духовна академия. Завръща се в България през септември 1991 година и от до месец декември 1992 г. отново е ефимерий и преподавател в Софийската духовна семинария.
След началото на разкола последва своя духовен старец епископ Галактион Велички и излиза от лоното на каноничната църква. На 20 декември 1992 година е ръкоположен за епископ от митрополит Пимен Неврокопски и другите разколнически владици в храма „Света Параскева“ в Плевен с титлата тивериополски.
В 1998 година се покайва на Всеправославния събор, проведен в София на 30 септември и 1 октомври 1998 г. за преодоляване на разкола, и на 1 октомври е приет в църковно общение по крайно снизхождение със сан епископ с титла левкийски.
От месец декември 1998 г. до 1 март 2000 г. епископ Павел е викарий на митрополит Кирил Варненски и Великопреславски, а от 1 март 2000 г. до 1 юли 2002 г. е председател на църковното настоятелство при патриаршеската катедрала „Свети Александър Невски“.
От 1 юли 2002 г. той е епископ на разположение на Светия синод. След това поради „зазорни причини“ (несъобразено със сана му поведение) на епископ Павел е наложено запрещение от свещенослужение.
Умира на 19 януари 2024 година след кратко боледуване.